# Berger Károly Lajos
Berger Károly Lajos (Edelény, 1869. április 24. – Magyaróvár, 1913. március 15.) magyar mezőgazdasági tanár, szakíró.

## Életpályája
A kassai gazdasági tanintézet elvégzése után Algyógyon (1893-94), Kecskeméten (1895-ben), majd Adán és Csáktornyán, 1899-től pedig Kiskunfélegyházán  volt gazdasági szakoktató. 1901-ben a földművelési minisztériumban dolgozott, ezután Keszthelyre, majd 1909-ben Magyaróvárra került intézőnek. Magyaróvárott 1912-ben a gazdasági akadémián lett üzemtantanár. Szakíróként számos cikket publikált.

## Művei
- A keszthelyi keverék (Keszthely, 1904);
- Hogyan rendezzük be gazdaságunkat? (Keszthely, 1909);
- Kisgazdaságok berendezése (Bp., 1910).